# Стефан Комељски
Стефан Комељски или Стефан Озерски († 1542) - је преподобни Руске православне Цркве; оснивач и први игуман Николајевског Комељског манастира.
Православна црква помиње Стефана Комељског 12. (25.) јуна.

## Биографија
Рођен у Вологдској области у другој половини 15. века; Стефанов отац је служио на двору кнезова Бордати. Од детињства, чувши много о подвизима монаха Дионисија Глушичког и о строгим општинским правилима установљеним у Глушичком манастиру, он је тајно отишао од куће у Глушице и убрзо се тамо замонашио. Неколико година касније, по благослову игумана, да побољша свој духовни живот, отишао је да лута по манастирима, а затим се настанио у Тихвинском манастиру. Међутим, велики број ходочасника који су долазили да се поклоне овдашњој икони није пријао Стефану, који је од детињства волео самоћу, те је отишао даље на север за мир и спокој.
На обали Комелског језера, на извору реке Комел, отприлике 35 километара јужно од града Вологде, подигао је себи малу капелу у густој шуми и настанио се у потпуној самоћи. Више пута зими му је претила смрт од глади, јер није имао залихе, а није знао ни пут до оближњих села; Само су ловци који су повремено навраћали поткрепљивали њено постојање оскудном приносом. Три године касније, монаси су почели постепено да се окупљају код њега. Када се окупило десетак људи, пожелели су да имају цркву и изабрали су Стефана за вођу. На молбу братије отишао је у Москву код митрополита Данила, који га је рукоположио за свештеника, узвео у чин игумана, обезбедио му благословену повељу и потребни прибор за цркву, а велики кнез Василиј III Иванович је дао него повељу за земље и земље за одржавање манастира. Подигао је 1534. године манастир са храмом у име Светог Николаја Чудотворца.
Стефан се упокојио у дубокој старости 12. јуна 1542. године. Исте године, након разарања манастира од стране Татара, подигнута је нова црква над гробом покојника, а годину дана касније монах Гуриј, ученик иконописца Андреја Рубљова, насликао је две слике светитеља. по сећању, а убрзо је састављена служба и установљена месна слава у његов спомен 12 ( 25. јун).
Житије светог Стефана, које је написао непознати аутор, изузетно је ретко у преписима из 17. века и вероватно је састављено крајем 16. века.